# ایو بارساک
ایو بارساک (فرانسوی: Yves Barsacq‎; ۱۷ ژوئن ۱۹۳۱ – ۴ اکتبر ۲۰۱۵) هنرپیشه اهل فرانسه بود. وی بین سال‌های ۱۹۵۷ تا ۲۰۱۳ میلادی فعالیت می‌کرد.

## فیلم‌شناسی
- دو تا برای جاده
- سیاره شگفت‌انگیز
- درخت کریسمس
- اسباب‌بازی
- مغز
- عشق و مرگ
- زنگ تفریح
- سرنشینان
- زنان ضعیف هستند
- گرگ پشت در
- جشن غیرمنتظره